# Eupithecia hastaria
Eupithecia hastaria är en fjärilsart som beskrevs av W. Warren 1906. Eupithecia hastaria ingår i släktet Eupithecia och familjen mätare. Inga underarter finns listade i Catalogue of Life.